# Nintendo Switchのゲームタイトル一覧 (2017年)
Nintendo Switchのゲームタイトル一覧 (2017年)（ニンテンドースイッチのゲームタイトルいちらん (2017ねん)）では、Nintendo Switch用ソフトのうち、日本において2017年にパッケージタイトルとして販売、またはニンテンドーeショップを通じてダウンロード販売された、以下の193タイトルを発売順に列記する。

## 発売ソフトの形態・変遷
| 順位 | 作品名                               | 発売日         |
| ---- | ------------------------------------ | -------------- |
| 1位  | スプラトゥーン2                      | 2017年7月21日  |
| 2位  | スーパーマリオ オデッセイ            | 2017年10月27日 |
| 3位  | マリオカート8 デラックス             | 2017年4月28日  |
| 4位  | ゼルダの伝説 ブレス オブ ザ ワイルド | 2017年3月3日   |
| 5位  | 1-2-Switch                           | 2017年3月3日   |

| 順位 | 作品名                             |
| ---- | ---------------------------------- |
| 1位  | Minecraft: Nintendo Switch Edition |
| 2位  | いっしょにチョキッと スニッパーズ  |
| 3位  | シノビリフレ -SENRAN KAGURA-       |
| 4位  | 神巫女 -カミコ-                    |
| 5位  | アケアカNEOGEO メタルスラッグ3     |

| 順位 | 作品名                             |
| ---- | ---------------------------------- |
| 1位  | Stardew Valley                     |
| 2位  | Minecraft: Nintendo Switch Edition |
| 3位  | ソニックマニア                     |
| 4位  | ロケットリーグ                     |
| 5位  | いっしょにチョキッと スニッパーズ  |

Nintendo Switchは2017年3月3日に発売され、ダウンロード専売を含む複数のローンチタイトルが発売された。ローンチタイトルの一つである『ゼルダの伝説 ブレス オブ ザ ワイルド』は、世界的な大ヒットを見せ、Nintendo Switchにとって大きな一歩となった。
ライターの山村智美は、この作品が世界中の新しい物好きなコアゲーマーの心をつかんだことで高評価を引き寄せたとGame Watchに寄せた記事の中で述べている。その一方でローンチタイトルのラインナップの貧弱さを指摘するメディアもあった。加えて、一部のサードパーティーの開発元からは、本体と同時に発売する予定だったが、様々な理由で遅れてしまったことが明かされている。
また、任天堂はサードパーティーやインディーズとも意見交換を行っており、たとえばカプコンには将来像を提示したうえで、本体の検証にあたっては同社からも意見を聞いた。
その後、2017年4月26日に発売された『マリオカート8 デラックス』はロングセラー商品となり、発売から5年以上後の2022年9月末時点における世界累計販売本数は4841万本である。
同作以降も、任天堂は2017年の年末までリレーのように様々なソフトを供給していった。Nintendo Switch本体をプロデュースした小泉歓晃は、2017年半ばのファミ通とのインタビューの中で、ゲームが好きな人向けに『ゼルダの伝説 ブレス オブ ザ ワイルド』を出し、それから『マリオカート8 デラックス』でJoy-Conのおすそ分けを楽しんでもらう…というように各作品の役割を持って少しずつプレイ人口を増やしていく意図があったと明かす一方で、予想以上に家族でゲームを楽しむ人に受け入れられたと話している。この年に発売されたソフトの上位6位は『スプラトゥーン2』（約175.2万本）を筆頭に任天堂の作品が占めており、サードパーティにおいて最も売れた作品は『 モンスターハンターダブルクロス Nintendo Switch Ver.』（約20.3万本）である。
山村はサードパーティーやインディーズの調子のよさにも言及したうえで、任天堂の作品だけ見ても、最初に新しい物好きたちを満足させてから、時期に合わせて子どもやライトゲーマーらの心をつかむタイトルのラインナップを展開したのが見事だと評価しており、『ゼルダの伝説 ブレス オブ ザ ワイルド』がすぐれた作品であることが大きいとしている。また、IGNのクラベ・エスラもNintendo Switch本体の発売から年末までの間に、任天堂が様々なジャンルで質の高い作品を送り出した点を評価している。ニュースサイト「Polygon」のBen Kucheraは、良質なソフト群に加え、前述の『マリオカート8 デラックス』をはじめとするマルチプレイ作品との相性の良さも、Nintendo Switchのヒットにつながったと分析している。
また、2017年9月には、これまでPlayStation 4/PlayStation Vita向けに同人ゲームを移植してきたプロジェクト「Play,Doujin!」がNintendo Switchへの参入を表明し、第1弾として『東方紅舞闘V』 が発売された。さらに、ソニー・ミュージックエンタテインメントもインディーズ専門レーベル「UNTIES」を立ち上げ、「Play,Doujin!」の一員としてNintendo Switch向けにソフトを供給した。
なお、任天堂自身もニンテンドーeショップで配信されたソフトのダウンロードランキング（国内・国外）を公開しており、こちらはMojangのサンドボックスゲーム『Minecraft: Nintendo Switch Edition』が国内で1位にランクインしている。
また、2017年12月28日に発売された『ヒューマン フォール フラット』は、任天堂による2017年の年間ダウンロードランキングでは国外で27位、国内で圏外だったものの、翌年の同じランキングでは首位を獲得し、発売から2年後の2020年のダウンロードランキングにおいてもトップ5に入るなど、ロングセラーとなった。
一方、国外においては、個人開発のPCゲームを初出とする『Stardew Valley』が配信され、任天堂による2017年の年間ダウンロードランキング（国外）において首位を獲得するほどの成功をおさめ、翌年には日本にも配信された。
また、『ソニックマニア』は、もともと「クラシック」と呼ばれるソニックシリーズ初期作品のファンに向けた新規タイトルとして開発されており、ソニックシリーズの原点回帰に成功した作品として他機種版とともに評価され、最終的には任天堂による2017年の年間ダウンロードランキング（国外）で3位にランクインした。
なお、Nintendo Switchには、往年の名作を現行機で楽しめるサービスバーチャルコンソールはなかったものの、アケアカNEOGEOといったサードパーティーによるレトロゲーム復刻プロジェクトや、『ロマンシング サガ2』（2017年12月15日発売）といった単発のリマスターの例があった。

## 凡例
- 本項にパッケージタイトルとして記載されているソフトは特記がない限り、ダウンロード版も発売されている。また、パッケージ版とダウンロード版で発売日が異なる場合は、以下の例外を除き、先発分の「備考」欄に後発分を記載する。
  - 体験版が先行配信されている場合（テスト目的の配信も含む）は、製品版の「備考欄」に体験版を記載する。
  - ダウンロード配信された複数のソフトを収録し、パッケージタイトルとして発売された場合は、双方のタイトルを別々に記載する。
- 「パ」の列に印がないタイトルはダウンロード専売であることを示す。●印があるタイトルは、2017年にパッケージでも販売されたタイトルであることを示す。〇印があるタイトルは、2018年以降にパッケージでも販売されたタイトルであることを示す。
- 「CERO」には以下のコンピュータエンターテインメントレーティング機構によるレーティング区分を記している。また、2020年10月以降に配信されたダウンロードタイトルの一部ではIARC（国際年齢評価連合）によるレーティング区分を記している[28]。
  - CEROレーティング年齢区分
    - A：A区分（全年齢対象）
    - B：B区分（12才以上対象）
    - C：C区分（15才以上対象）
    - D：D区分（17才以上対象）
    - Z：Z区分（18才以上のみ対象）
    - 教：教育・データベース区分

  - IARC汎用レーティング年齢区分
    - 3+：3歳以上対象
    - 7+：7歳以上対象
    - 12+：12歳以上対象
    - 16+：16歳以上対象
    - 18+：18歳以上対象
- パッケージ版として記載されたタイトルのうち、「備考」内に書かれている同梱物について、個数が書かれていない場合は1セットとする。

## 発売されたタイトル
2017年は51のパッケージタイトルが発売され、142のダウンロード専売タイトルが配信開始された。
| 発売日   | タイトル                                                          | 発売元メーカー                                        | パ | CERO | 備考 | 出典                        |
| -------- | ----------------------------------------------------------------- | ----------------------------------------------------- | -- | ---- | --- | --------------------------- |
| 03月03日 | 1-2-Switch                                                        | 任天堂                                                | ●  | A    | ローンチタイトル。 携帯モード非対応 | [ 5 ] [ 29 ]                |
| 03月03日 | VOEZ                                                              | フライハイワークス                                    |    | A    | ローンチタイトル。 同名スマートフォン向けアプリの移植版。 2018年1月25日発売のパッケージ版にあわせ、コントローラ操作モード（ボタン操作、TVモードプレイ）に対応。 | [ 5 ] [ 30 ]                |
| 03月03日 | いけにえと雪のセツナ                                              | スクウェア・エニックス                                | ●  | B    | ローンチタイトル。 同名作品の移植版。 | [ 5 ] [ 31 ]                |
| 03月03日 | いっしょにチョキッと スニッパーズ                                 | 任天堂                                                |    | A    | ローンチタイトル。 のちにパッケージ版である『いっしょにチョキッと スニッパーズ プラス』が2017年11月10日に発売され、ダウンロード版購入済みのユーザーには追加コンテンツとして配信された。 | [ 5 ]                       |
| 03月03日 | ぷよぷよテトリスS                                                 | セガゲームス                                          | ●  | A    | ローンチタイトル。 『ぷよぷよテトリス』の移植版。 廉価版あり、Joy-Con横持ち対応。 | [ 5 ] [ 32 ]                |
| 03月03日 | オセロ                                                            | アークシステムワークス                                |    | A    | ローンチタイトル。 | [ 5 ]                       |
| 03月03日 | スーパーボンバーマン R                                            | コナミデジタルエンタテインメント                      | ●  | A    | ローンチタイトル。 廉価版あり、Joy-Con横持ち対応。 | [ 5 ] [ 33 ]                |
| 03月03日 | ゼルダの伝説 ブレス オブ ザ ワイルド                              | 任天堂                                                | ●  | B    | ローンチタイトル。 amiibo対応、5.1chサラウンド対応、限定版あり。 | [ 5 ]                       |
| 03月03日 | そるだむ 開花宣言                                                 | シティコネクション                                    |    | A    | ローンチタイトル。 アーケードゲーム『ソルダム』のリメイク。 | [ 5 ] [ 34 ]                |
| 03月03日 | ドラゴンクエストヒーローズI・II for Nintendo Switch               | スクウェア・エニックス                                | ●  | B    | ローンチタイトル。 『ドラゴンクエストヒーローズ』シリーズ2作品に新規要素を付与した作品。 オンラインプレイは「II」のみ対応。 | [ 5 ] [ 35 ]                |
| 03月03日 | ブラスターマスター ゼロ                                           | インティ・クリエイツ                                  |    | A    | ローンチタイトル。 ファミリーコンピュータ用ソフト『超惑星戦記 メタファイト』のリメイク。 | [ 5 ]                       |
| 03月03日 | 信長の野望・創造 with パワーアップキット                          | コーエーテクモゲームス                                | ●  | A    | ローンチタイトル。 『信長の野望･創造』に追加要素を付与した作品。 | [ 5 ] [ 36 ]                |
| 03月03日 | 魔界戦記ディスガイア5                                             | 日本一ソフトウェア                                    | ●  | B    | ローンチタイトル。 同名PS4用ソフトとそのDLCを収録。 | [ 5 ] [ 37 ]                |
| 03月03日 | 新大開拓時代 〜街をつくろう〜                                     | アークシステムワークス                                |    | A    | ローンチタイトル。 ニンテンドー3DS用ソフト『大開拓時代 〜街をつくろう〜』の後継作。 | [ 5 ]                       |
| 03月03日 | 空飛ぶブンブンバーン                                              | ポイソフト                                            |    | A    | ローンチタイトル。 | [ 5 ]                       |
| 03月30日 | 三國志13 with パワーアップキット                                  | コーエーテクモゲームス                                | ●  | A    | 同名作品の移植版。 | [ 39 ]                      |
| 04月13日 | 神巫女 -カミコ-                                                   | フライハイワークス                                    |    | A    | ビーサイドゲームズ限定流通パッケージ版あり。 | [ 40 ]                      |
| 04月13日 | メゾン・ド・魔王                                                  | メビウス                                              |    | B    | 同名作品の移植版。 | [ 41 ]                      |
| 04月18日 | Wonder Boy: The Dragon's Trap                                     | DotEmu                                                | ○  | A    | 同名セガ・マスターシステム用ソフトのリメイク版。 パッケージ版は2018年4月19日にピッキーから発売。 | [ 42 ] [ 43 ]               |
| 04月20日 | みんなでワイワイ！スペランカー                                    | スクウェア・エニックス                                | ●  | A    | PS4、PlayStation Vita用ソフト『みんなでスペランカーZ』をベースとした作品。 | [ 44 ] [ 45 ]               |
| 04月27日 | 銀星将棋 強天怒闘風雷神                                           | シルバースタージャパン                                |    | A    | 同名作品の移植版。 | [ 46 ]                      |
| 04月28日 | マリオカート8 デラックス                                          | 任天堂                                                | ●  | A    | Wii U用ソフト『マリオカート8』の強化移植。 amiibo対応、Mii対応、5.1chサラウンド対応 Joy-Con横持ち対応。 | [ 13 ] [ 47 ]               |
| 05月02日 | TumbleSeed                                                        | aeiowu                                                |    | A    | 日本語非対応。 | [ 48 ]                      |
| 05月11日 | ルディミカル♪ 魔神少女音楽外伝                                    | フライハイワークス                                    |    | B    | スマートフォン向けアプリ『魔神少女音楽外伝 ルディミカル ノリノリズムにゃん！』の移植版。 『魔神少女』シリーズのスピンオフ作品。 | [ 49 ]                      |
| 05月12日 | Minecraft: Nintendo Switch Edition                                | Mojang/日本マイクロソフト                             |    | A    | アップグレード版である『Minecraft』が発売された2018年6月21日に配信・サポート停止。 購入済ユーザーは無料で『Minecraft』にアップデート可能。 | [ 51 ]                      |
| 05月18日 | バトルスポーツ めく〜る                                           | OVER FENCE                                            |    | A    | | [ 52 ]                      |
| 05月18日 | THUMPER リズム・バイオレンスゲーム                                | Drool                                                 |    | A    | 同名作品の移植版。 | [ 53 ]                      |
| 05月25日 | Mr. Shifty                                                        | tinyBuild Games                                       |    | B    | | [ 54 ]                      |
| 05月25日 | グーの惑星                                                        | フライハイワークス                                    |    | A    | 同名作品の移植版。 | [ 56 ]                      |
| 05月26日 | ウルトラストリートファイターII ザ・ファイナルチャレンジャーズ     | カプコン                                              | ●  | B    | オンライン利用の際、予めソフト更新必要。 廉価版あり、一部モードのみJoy-Conを横持ち対応 | [ 5 ] [ 57 ]                |
| 05月30日 | ショベルナイト                                                    | ヨットクラブゲームズ                                  | ○  | A    | 同名作品の移植版。 amiibo対応。 パッケージ版は2020年4月2日にフライハイワークスより発売されており、ビーサイドゲームズ限定版も存在する。 | [ 58 ]                      |
| 06月01日 | 聖剣伝説コレクション                                              | スクウェア・エニックス                                | ●  | B    | Joy-Con横持ち対応。 | [ 59 ]                      |
| 06月01日 | リトルインフェルノ                                                | フライハイワークス                                    |    | B    | 同名作品の移植版。 | [ 60 ]                      |
| 06月08日 | プランテラ ガーデンライフ DXエディション                          | レイニーフロッグ                                      |    | A    | 同名Wii U/ニンテンドー3DS用ソフトの内容強化版。 | [ 61 ]                      |
| 06月08日 | ヒューマン・リソース・マシーン                                    | フライハイワークス                                    |    | A    | 同名作品の移植版。 | [ 62 ]                      |
| 06月15日 | マイティガンヴォルト バースト                                     | インティ・クリエイツ                                  |    | A    | | [ 63 ]                      |
| 06月16日 | ARMS                                                              | 任天堂                                                | ●  | A    | 発売前の5月下旬から6月上旬、および発売後の8月下旬には、体験版「ARMS のびーるウデだめし」が配信されている。 5.1chサラウンド対応、Joy-Con横持ち対応。 | [ 64 ] [ 65 ] [ 66 ]        |
| 06月22日 | タッチバトル戦車SP                                                | シルバースタージャパン                                |    | A    | TVモード非対応。 | [ 67 ]                      |
| 06月22日 | オーシャンホーン - 未知の海にひそむかい物                         | FDG Entertainment                                     |    | A    | | [ 68 ]                      |
| 06月29日 | GoNNER                                                            | Raw Fury                                              |    | A    | | [ 69 ]                      |
| 06月29日 | デッドハウス 再生                                                 | レイニーフロッグ                                      |    | C    | 同名作品の移植版。 | [ 70 ]                      |
| 06月29日 | レゴシティ アンダーカバー                                         | ワーナー ブラザース ジャパン                          | ●  | B    | 同名Wii U用ソフトの移植版。 | [ 71 ] [ 72 ]               |
| 06月29日 | デ・マンボ                                                        | コーラス・ワールドワイド                              |    | A    | | [ 73 ]                      |
| 06月29日 | PHOTON3 (フォトン・キューブ)                                      | スマイルアクス                                        |    | A    | | [ 74 ]                      |
| 07月06日 | IMPLOSION                                                         | フライハイワークス                                    |    | C    | 同名スマートフォン向けアプリの移植版。 | [ 75 ]                      |
| 07月06日 | シェフィ -Shephy-                                                 | アークシステムワークス                                |    | A    | アナログカードゲーム『シェフィ』のコンピュータゲーム化作品。 | [ 76 ]                      |
| 07月06日 | ボクと僕の世界で                                                  | レイニーフロッグ                                      |    | A    | | [ 77 ]                      |
| 07月13日 | niconico                                                          | ドワンゴ                                              |    | -    | オンライン専用、無料。 | [ 78 ]                      |
| 07月13日 | スーパーピンポン トリックショット                                 | スターサイン                                          |    | A    | 対戦モードのみ携帯モード非対応。 | [ 79 ]                      |
| 07月13日 | 中毒パズル レベルス+                                              | flow                                                  |    | A    | スマートフォン向けアプリ『中毒パズル レベルス』の移植版。 | [ 80 ] [ 81 ]               |
| 07月20日 | Fate/EXTELLA                                                      | マーベラス                                            | ●  | C    | 同名作品の移植版。 限定版・廉価版あり。 | [ 82 ]                      |
| 07月20日 | カーズ3 勝利への道                                                | ワーナー ブラザース ジャパン                          | ●  | A    | Joy-Con横持ち対応。 | [ 83 ]                      |
| 07月20日 | BOOST BEAST                                                       | アークシステムワークス                                |    | A    | | [ 84 ] [ 85 ]               |
| 07月20日 | 密着対戦スピード                                                  | Collavier                                             |    | A    | | [ 86 ]                      |
| 07月20日 | バルブ・ボーイ                                                    | Bulbware                                              |    | C    | 同名作品の移植版。 | [ 87 ]                      |
| 07月21日 | スプラトゥーン2                                                   | 任天堂                                                | ●  | A    | Wii Uソフト『スプラトゥーン』の続編。 発売前の2018年7月15日に開かれた『スプラトゥーン2 前夜祭』（体験版相当）の参加には、専用クライアント（2018年7月7日～15日配布）が必要。 また、2019年春と2020年春にも体験版を配信している。 amiibo対応、5.1chサラウンド対応。 | [ 88 ] [ 89 ] [ 90 ] [ 91 ] |
| 07月27日 | Graceful Explosion Machine                                        | Vertex Pop                                            |    | A    | | [ 93 ]                      |
| 07月28日 | ナムコミュージアム                                                | バンダイナムコエンターテインメント                    |    | B    | バンダイナムコエンターテインメントのNintendo Switch参入作で、『ギャラガ』をはじめとする10作品に加え、『パックマンVS.』がゲストタイトルとして収録されている。 | [ 94 ]                      |
| 07月28日 | ナムコミュージアム（パックマンVS.持っている人と対戦版）           | バンダイナムコエンターテインメント                    |    | A    | 無料。他のSwitch本体に『ナムコミュージアム』ソフト1本必要（パックマンVS.のみ対応）。 | [ 95 ]                      |
| 07月28日 | ハイパーフェザーボール                                            | SPRINGLOADED                                          |    | A    | | [ 96 ]                      |
| 08月03日 | GUNBARICH for Nintendo Switch                                     | ゼロディブ                                            |    | A    | 2001年に発売された同名作品の移植版で、『ガンバード』の姉妹作に当たる。 | [ 97 ]                      |
| 08月03日 | STRIKERS1945 for Nintendo Switch                                  | ゼロディブ                                            |    | A    | 同名アーケードゲームの移植版。 | [ 97 ]                      |
| 08月03日 | パズルアドベンチャー ブロッくる                                   | インテンス                                            |    | B    | | [ 98 ]                      |
| 08月03日 | レイジングループ                                                  | ケムコ                                                |    | D    | 同名作品の移植版。 | [ 100 ]                     |
| 08月10日 | 刑事J.B.ハロルドの事件簿 マーダー・クラブ                         | メビウス                                              |    | B    | 同名作品の移植版。 | [ 101 ]                     |
| 08月10日 | Infinite Minigolf                                                 | Zen Studios                                           |    | A    | | [ 102 ]                     |
| 08月10日 | クエストオブダンジョンズ                                          | フライハイワークス                                    |    | B    | 同名作品の移植版。 | [ 103 ]                     |
| 08月16日 | ソニックマニア                                                    | セガゲームス                                          |    | A    | 2018年7月19日には、追加要素を付与したパッケージ版である『ソニックマニア・プラス』が発売され、『ソニックマニア』購入済みプレイヤーにはDLC「アンコールパック」として提供された。 | [ 105 ]                     |
| 08月24日 | ONE PIECE アンリミテッドワールド R デラックスエディション         | バンダイナムコエンターテインメント                    | ●  | B    | 2013年発売の『ONE PIECE アンリミテッドワールド レッド』本編及び各種DLCを収録。 Joy-Con横持ち対応。 | [ 106 ]                     |
| 08月24日 | Sky Ride                                                          | MUTAN                                                 |    | A    | 日本語非対応。 | [ 107 ]                     |
| 08月24日 | ピクセル ライン DX                                                | レイニーフロッグ                                      |    | A    | | [ 108 ]                     |
| 08月25日 | モンスターハンターダブルクロス Nintendo Switch Ver.               | カプコン                                              | ●  | C    | 同名3DS用ソフトの移植版。 5.1chサラウンド対応、e-カプコンのみ限定版あり、廉価版あり。 | [ 109 ] [ 15 ]              |
| 08月31日 | よるのないくに2 〜新月の花嫁〜                                    | コーエーテクモゲームス                                | ●  | C    | 限定版あり。 | [ 110 ]                     |
| 08月31日 | 蒼き雷霆ガンヴォルト ストライカーパック                           | インティ・クリエイツ                                  | ●  | B    | 限定版あり。 | [ 111 ]                     |
| 08月31日 | Has-Been Heroes                                                   | GameTrust Games                                       |    | A    | | [ 112 ]                     |
| 08月31日 | リーグ オブ イーブル                                              | レイニーフロッグ                                      |    | B    | | [ 113 ]                     |
| 09月07日 | ドラゴンボール ゼノバース2 for Nintendo Switch                    | バンダイナムコエンターテインメント                    | ●  | B    | 同名PS4用ソフトの移植版。Joy-Con横持ち対応。 | [ 114 ]                     |
| 09月07日 | 密着対戦2048                                                      | Collavier                                             |    | A    | | [ 115 ]                     |
| 09月07日 | ダブルドラゴンIV                                                  | アークシステムワークス                                |    | B    | 同名作品の移植版。 | [ 116 ]                     |
| 09月07日 | 翔べよ!!ドラゴン!                                                 | シルバースタージャパン                                |    | A    | | [ 117 ]                     |
| 09月14日 | Winning Post 8 2017                                               | コーエーテクモゲームス                                | ●  | A    | 『Champion Jockey Special』との連動あり。 | [ 118 ] [ 119 ]             |
| 09月14日 | Champion Jockey Special                                           | コーエーテクモゲームス                                | ●  | A    | 5.1chサラウンド対応。 | [ 120 ]                     |
| 09月14日 | FAST RMX                                                          | Shin'en Multimedia                                    |    | A    | Wii U用ソフト『FAST Racing NEO』の拡張版。 | [ 121 ] [ 11 ]              |
| 09月14日 | Kingdom: New Lands                                                | Raw Fury                                              |    | A    | | [ 122 ]                     |
| 09月14日 | PAN-PAN〜ちっちゃな大冒険〜                                       | フライハイワークス                                    |    | A    | 同名作品の移植版。 | [ 123 ]                     |
| 09月15日 | NBA 2K18                                                          | テイクツー・インタラクティブ・ジャパン                | ●  | A    | パッケージ版は2017年10月17日に発売された。5.1chサラウンド対応、本体保存メモリーに6GB以上の空き容量が必要。 また、パッケージ版を購入した場合、全ての内容を遊ぶために、ゲームデータの追加ダウンロードが必要。レジェンド エディション、レジェンド エディションゴールドあり。 | [ 124 ]                     |
| 09月21日 | DEEMO                                                             | フライハイワークス                                    | ○  | A    | 同名スマートフォン向けアプリの移植版。 パッケージ版は2018年10月25日に発売。 | [ 126 ]                     |
| 09月21日 | ぺんぎんくんギラギラWARS                                          | シティコネクション                                    |    | A    | アーケードゲーム『ぺんぎんくんWARS』のリメイク。 | [ 127 ]                     |
| 09月21日 | ドラゴンクエストX オールインワンパッケージ                        | スクウェア・エニックス                                | ●  | A    | オンライン専用。『ドラゴンクエストX 目覚めし五つの種族 オンライン』および追加パッケージ「眠れる勇者と導きの盟友」と「いにしえの竜の伝承」を収録。 Wii版アカウント登録済みのユーザーはソフト無料（要申込）。 パッケージにはゲームカードは付いておらず、封入されているダウンロード番号を別途ニンテンドーeショップにて入力してダウンロードする。 スクウェア・エニックスからは追加コンテンツ、およびそれらをまとめた新装版またはバンドルパックが断続的に発売されている。 | -                           |
| 09月22日 | ポッ拳 POKKÉN TOURNAMENT DX                                       | ポケモン                                              | ●  | A    | アーケードゲーム『ポッ拳 POKKÉN TOURNAMENT』の移植版。 amiibo対応、Joy-Con横持ち対応。 | [ 15 ] [ 137 ]              |
| 09月28日 | INVERSUS Deluxe                                                   | Hypersect                                             |    | A    | PCゲーム『INVERSUS』の内容強化版。 | [ 138 ]                     |
| 09月28日 | ピクロスS                                                         | ジュピター                                            |    | A    | | [ 139 ]                     |
| 09月28日 | ファイアーエムブレム無双                                          | コーエーテクモゲームス                                | ●  | C    | amiibo対応、限定版あり。 | [ 140 ]                     |
| 09月28日 | ブレイブダンジョン+魔神少女COMBAT                                 | INSIDE SYSTEM                                         |    | B    | ニンテンドー3DS用ソフト『ブレイブダンジョン』の内容強化版と「魔神少女COMBAT」を収録。 | [ 141 ]                     |
| 09月28日 | 王だぁランド!                                                     | ポイソフト                                            |    | B    | 同名ニンテンドー3DS用ソフトの移植版。 | [ 142 ]                     |
| 09月28日 | forma.8                                                           | レイニーフロッグ                                      |    | A    | | [ 143 ]                     |
| 09月28日 | 密着対戦ピクプレ                                                  | Collavier                                             |    | A    | | [ 144 ]                     |
| 09月28日 | 謎解きメール                                                      | シルバースタージャパン                                |    | A    | | [ 145 ]                     |
| 09月28日 | ロストスター                                                      | レイニーフロッグ                                      |    | A    | | [ 143 ]                     |
| 09月29日 | FIFA 18                                                           | エレクトロニック・アーツ                              | ●  | A    | 5.1chサラウンド対応。 | [ 15 ] [ 146 ]              |
| 10月05日 | Axiom Verge                                                       | Thomas Happ Games                                     |    | B    | | [ 147 ]                     |
| 10月05日 | 鯉 (KOI)                                                          | フライハイワークス                                    |    | A    | | [ 148 ]                     |
| 10月05日 | LOVERS:みんなですすめ!宇宙の旅                                    | Asteroid Base                                         |    | A    | PCゲーム『Lovers in a Dangerous Spacetime』の移植版。 | [ 149 ]                     |
| 10月12日 | 88 Heroes - 98 Heroes Edition                                     | Rising Star Games                                     |    | B    | PS4用ソフト『88Heroes』の内容強化版。 | [ 150 ]                     |
| 10月12日 | LOST SPHEAR                                                       | スクウェア・エニックス                                | ●  | B    | | [ 151 ]                     |
| 10月12日 | Overcooked - オーバークック スペシャルエディション                | Team17                                                |    | A    | 同名PCゲームの移植版およびそのDLCを収録。 | [ 152 ]                     |
| 10月12日 | Slime-san: Superslime Edition                                     | Headup Games                                          |    | A    | 同名PCゲームの移植版。 2018年11月22日のアップデートにより『Slime-san』からタイトル変更。 | [ 153 ]                     |
| 10月19日 | レゴ ニンジャゴー ムービー ザ・ゲーム                             | ワーナー ブラザース ジャパン                          | ●  | A    | アニメ映画『レゴ ニンジャゴー ザ・ムービー』のゲーム化。 Joy-Con横持ち対応。 | [ 154 ]                     |
| 10月19日 | Earth Atlantis                                                    | Headup Games                                          |    | A    | | [ 155 ]                     |
| 10月19日 | エリエット・クエスト                                              | PlayEveryWare                                         |    | A    | 同名作品の移植版。 | [ 156 ]                     |
| 10月19日 | レヴナントサーガ                                                  | ケムコ                                                |    | B    | 同名作品の移植版。 | [ 157 ]                     |
| 10月19日 | アストロデュエルデラックス                                        | Panic Button                                          |    | B    | | [ 159 ]                     |
| 10月26日 | ZOMBIE GOLD RUSH                                                  | アメージング                                          |    | B    | 同名スマートフォン向けアプリからの移植で、アメージングにとってはNintendo Switch参入作でもある。 | [ 160 ]                     |
| 10月26日 | Moon Hunters                                                      | Kitfox Games                                          |    | A    | 同名作品の移植版。 | [ 161 ]                     |
| 10月26日 | 刑事J.B.ハロルドの事件簿 マンハッタン・レクイエム                 | メビウス                                              |    | C    | 同名作品の移植版。 | [ 162 ]                     |
| 10月27日 | スーパーマリオ オデッセイ                                         | 任天堂                                                | ●  | B    | amiibo対応、2人プレイ時のみJoy-Con横持ち対応。 | [ 163 ]                     |
| 11月02日 | 東方Project『東方紅舞闘V』                                        | メディアスケープ                                      |    | B    | 東方Projectの二次創作。 | [ 18 ]                      |
| 11月02日 | Super Beat Sports                                                 | Harmonix                                              |    | A    | | [ 164 ]                     |
| 11月02日 | ロロロロ                                                          | CIRCLE Ent.                                           |    | A    | 同名作品の移植版。 | [ 165 ]                     |
| 11月07日 | UNO                                                               | ユービーアイソフト                                    |    | A    | 2021年1月14日に同名のリニューアル版配信に伴い、配信停止。 購入済みユーザーは新版『UNO』及びそのDLC（旧版における所持分）を無料でダウンロード可能。 | -                           |
| 11月09日 | Ninja Shodown                                                     | Rising Star Games                                     |    | C    | | [ 168 ]                     |
| 11月09日 | キャットクエスト                                                  | フライハイワークス                                    |    | A    | 同名作品の移植版。 ビーサイドゲームズ限定流通パッケージ版あり。 | [ 169 ]                     |
| 11月09日 | ソニック フォース                                                 | セガゲームス                                          | ●  | A    | セガストアのみ限定版あり、廉価版あり。 | [ 170 ]                     |
| 11月09日 | モノポリー for Nintendo Switch                                    | ユービーアイソフト                                    | ●  | A    | アナログゲーム『モノポリー』のコンピュータゲーム化作品。 Joy-Con横持ち対応。 | [ 171 ]                     |
| 11月09日 | 戦国無双 〜真田丸〜                                               | コーエーテクモゲームス                                | ●  | B    | 同名作品の移植版およびそのDLCを収録。 | [ 172 ]                     |
| 11月09日 | 無双OROCHI2 Ultimate                                              | コーエーテクモゲームス                                | ●  | B    | 同名作品の移植版およびそのDLCを収録。 | [ 172 ]                     |
| 11月09日 | 真・三國無双7 Empires                                             | コーエーテクモゲームス                                | ●  | B    | 同名作品の移植版およびそのDLCを収録。 | [ 172 ]                     |
| 11月09日 | The Bridge                                                        | QuantumAstroGuild                                     |    | A    | 同名作品の移植版。 | [ 166 ]                     |
| 11月10日 | いっしょにチョキッと スニッパーズ プラス                          | 任天堂                                                | ●  | A    | DL版『いっしょにチョキッと スニッパーズ』は2017年3月3日に先行配信。 追加要素あり、Joy-Con横持ち対応。 | [ 173 ]                     |
| 11月14日 | ロケットリーグ                                                    | Psyonix                                               |    | A    | 同名作品の移植版。5.1chサラウンド対応。 2018年7月26日には、DLCとのセットになったパッケージ版『ロケットリーグ コレクターズ・エディション』が発売されている。 2020年9月24日より基本プレイ無料に移行し、他機種間でのクロスプレイにも対応した。 | [ 174 ] [ 175 ] [ 176 ]     |
| 11月16日 | RiME                                                              | Grey Box                                              |    | A    | 同名作品の移植版。 | [ 177 ]                     |
| 11月16日 | テスラグラッド                                                    | フライハイワークス                                    |    | A    | 同名作品の移植版。 | [ 178 ]                     |
| 11月16日 | 忘失のイストリア                                                  | ケムコ                                                |    | B    | 同名作品の移植版。 | [ 179 ]                     |
| 11月16日 | Lumo                                                              | Rising Star Games                                     |    | A    | 同名作品の移植版。 | [ 180 ]                     |
| 11月21日 | Uurnog Uurnlimited                                                | Raw Fury                                              |    | A    | | [ 181 ]                     |
| 11月22日 | LEGO ワールド 目指せマスタービルダー                              | ワーナー ブラザース ジャパン                          | ●  | B    | Joy-Con横持ち対応。 | [ 182 ]                     |
| 11月23日 | キッドトリップ RUN!                                               | レイニーフロッグ                                      |    | A    | 同名作品の移植版。 | [ 183 ]                     |
| 11月23日 | タンブルストーン                                                  | QuantumAstroGuild                                     |    | A    | 同名作品の移植版。 | [ 184 ]                     |
| 11月23日 | トランスクリプティッド                                            | Plug In Digital                                       |    | A    | | [ 185 ]                     |
| 11月23日 | スチームワールドディグ2                                           | フライハイワークス                                    |    | A    | | [ 186 ]                     |
| 11月23日 | Battle Chef Brigade                                               | Adult Swim Games                                      |    | A    | | [ 187 ]                     |
| 11月24日 | シノビリフレ -SENRAN KAGURA-                                      | マーベラス                                            |    | D    | 5.1chサラウンド対応。 | [ 188 ]                     |
| 11月30日 | MUJO                                                              | オインクゲームズ                                      |    | A    | 同名スマートフォン向けアプリの移植版。 | [ 189 ]                     |
| 11月30日 | バイオハザード リベレーションズ アンベールド エディション         | カプコン                                              | ●  | D    | 5.1chサラウンド対応。 本作およびDL版『バイオハザード リベレーションズ2』を収録した『バイオハザード リベレーションズ コレクション』も同日発売。 | -                           |
| 11月30日 | バイオハザード リベレーションズ2                                  | カプコン                                              |    | D    | 同名作品の移植版およびDLCを収録。 5.1chサラウンド対応。 | -                           |
| 11月30日 | 信長の野望・大志                                                  | コーエーテクモゲームス                                | ●  | A    | 限定版あり。 | [ 192 ]                     |
| 11月30日 | スターゴースト                                                    | レイニーフロッグ                                      |    | A    | | [ 193 ]                     |
| 11月30日 | Semispheres                                                       | Vivid Helix                                           |    | A    | 同名作品の移植版。 | [ 194 ]                     |
| 11月30日 | OPUS-地球計画                                                     | フライハイワークス                                    |    | A    | 同名作品の移植版。 | [ 195 ]                     |
| 12月01日 | ゼノブレイド2                                                     | 任天堂                                                | ●  | C    | 限定版あり。 | [ 196 ]                     |
| 12月06日 | カラオケJOYSOUND for Nintendo Switch                              | 任天堂                                                |    | A    | オンライン専用、無料。楽曲は有料販売。 Mii対応、Wii UマイクおよびWii Uワイヤレスマイク対応。 | [ 197 ]                     |
| 12月06日 | WWE 2K18                                                          | テイクツー・インタラクティブ・ジャパン                |    | C    | 日本語非対応。 本体保存メモリーに1GB以上の空き容量が必要。デジタル デラックス エディションあり。 | [ 198 ]                     |
| 12月07日 | L.A.ノワール                                                      | ROCKSTAR GAMES テイクツー・インタラクティブ・ジャパン | ●  | Z    | 同名作品の移植版。 5.1chサラウンド対応。 パッケージ版を購入した場合、全ての内容を遊ぶために、ゲームデータの追加ダウンロードが必要。 | [ 199 ]                     |
| 12月07日 | すみっコぐらし すみっコパークへようこそ                           | 日本コロムビア                                        | ●  | A    | サンエックスのキャラクター『すみっコぐらし』を題材としたパーティゲーム。 携帯モード非対応。 | [ 200 ]                     |
| 12月07日 | 妖談寺                                                            | ケムコ                                                |    | B    | | [ 201 ]                     |
| 12月07日 | Vostok Inc.                                                       | Wired Productions                                     |    | B    | 同名作品の移植版。 | [ 202 ]                     |
| 12月07日 | ガンバード for Nintendo Switch                                    | ゼロディブ                                            |    | B    | 同名アーケードゲームの移植版。 | [ 203 ]                     |
| 12月07日 | スプラッシャー                                                    | フライハイワークス                                    |    | B    | 同名作品の移植版。 | [ 204 ]                     |
| 12月07日 | Nine Parchments                                                   | Frozenbyte                                            |    | B    | | [ 205 ]                     |
| 12月07日 | ファントムブレイカー:バトルグラウンド オーバードライブ            | MAGES.                                                |    | B    | 2024年3月4日配信終了。 | -                           |
| 12月14日 | スクウェアボーイ リベンジファイト                                 | レイニーフロッグ                                      |    | A    | | [ 208 ]                     |
| 12月14日 | 遊んで将棋が強くなる!銀星将棋DX                                   | シルバースタージャパン                                | ●  | A    | Joy-Con横持ち対応。 | [ 209 ]                     |
| 12月14日 | Poly Bridge                                                       | Dry Cactus                                            |    | A    | 同名作品の移植版。 | [ 210 ]                     |
| 12月14日 | ギア・クラブ アンリミテッド                                       | 3goo                                                  | ●  | A    | Joy-Con横持ち対応。 契約満了を理由に、2020年12月13日に販売終了。 | -                           |
| 12月14日 | ファーミングシミュレーター Nintendo Switch Edition                | オーイズミ・アミュージオ                              | ●  | A    | | [ 213 ]                     |
| 12月14日 | ROCK'N RACING OFF ROAD DX                                         | スターサイン                                          |    | A    | | [ 214 ]                     |
| 12月14日 | RIVE:アルティメットエディション                                   | フライハイワークス                                    |    | A    | 同名作品の移植版。 | [ 215 ]                     |
| 12月14日 | ドラゴンファングZ 竜者ロゼと宿り木の迷宮                          | トイディア                                            |    | A    | | [ 216 ]                     |
| 12月15日 | ロマンシング サガ2                                                | スクウェア・エニックス                                |    | B    | 同名スーパーファミコン用ソフトのリマスター版。 | [ 27 ]                      |
| 12月19日 | RXN -雷神-                                                        | カヤック                                              |    | A    | カヤックの子会社・ガルチとの共同制作であると同時に、ガルチ10周年記念作品。 | [ 217 ]                     |
| 12月19日 | Brawlout                                                          | Angry Mob Games                                       |    | A    | 同名PCゲームの移植版。 | [ 218 ]                     |
| 12月21日 | 10秒走 RETURNS                                                    | エディア                                              |    | A    | ブループリントとカエルパンダの共同制作。 2021年1月5日にエディアに運営移管された。 | [ 219 ] [ 220 ]             |
| 12月21日 | サバクのネズミ団!改。                                             | アークシステムワークス                                |    | A    | ニンテンドー3DS用ソフト『サバクのネズミ団!』に新規要素を付与した作品。 | [ 221 ]                     |
| 12月21日 | プラチナ・トレイン～日本縦断てつどうの旅～                        | ジェイコンテンツ                                      |    | A    | オンライン専用、基本プレイ無料。チケット課金あり。 他機種間でのクロスプレイ対応。 | [ 222 ]                     |
| 12月21日 | リディー&スールのアトリエ 〜不思議な絵画の錬金術士〜              | コーエーテクモゲームス                                | ●  | B    | 限定版あり。 | [ 223 ]                     |
| 12月21日 | ワンピース 海賊無双3 デラックスエディション                       | バンダイナムコエンターテインメント                    | ●  | B    | 『ワンピース 海賊無双3』の移植版およびそのDLCを収録。 | [ 224 ]                     |
| 12月21日 | セクシー・ブルテイル                                              | 日本一ソフトウェア                                    |    | C    | 同名PS4ソフトの移植版。 | [ 225 ]                     |
| 12月21日 | ゴロゴア                                                          | Annapurna Interactive                                 |    | A    | | [ 226 ]                     |
| 12月21日 | ナナミと一緒に学ぼ! TOEIC LISTENING AND READING TEST 完全マスター | メディアファイブ                                      |    | B    | | [ 227 ]                     |
| 12月21日 | ママにゲーム隠された                                              | ハップ                                                |    | A    | 同名スマートフォン向けアプリの移植版で、Nintendo Switch版向けの追加ステージあり。 | [ 228 ]                     |
| 12月21日 | Enter the Gungeon                                                 | Devolver Digital                                      | ○  | B    | 同名作品の移植版。 パッケージ版は2020年4月23日に架け橋ゲームズより発売。 | [ 230 ]                     |
| 12月21日 | シンプル麻雀オンライン                                            | アークシステムワークス                                |    | A    | | [ 231 ]                     |
| 12月21日 | ONE MORE DUNGEON                                                  | レイニーフロッグ                                      |    | B    | | [ 232 ]                     |
| 12月21日 | TINY METAL                                                        | UNTIES                                                |    | B    | ソニー・ミュージックエンタテインメントのゲームパブリッシングレーベル・UNTIESのNintendo Switch参入作。 当初は2017年11月21日に発売を予定していた。 | -                           |
| 12月28日 | L.F.O. -Lost Future Omega-                                        | メビウス                                              |    | A    | 同名PCゲームの移植版。 | [ 235 ]                     |
| 12月28日 | The Next Penelope                                                 | Plug In Digital                                       |    | A    | 同名PCゲームの移植版。 | [ 236 ]                     |
| 12月28日 | ヒューマン フォール フラット                                      | テヨンジャパン                                        | ○  | A    | パッケージ版は2020年6月25日発売。 | [ 237 ] [ 22 ]              |
| 12月28日 | 不思議の幻想郷TOD -RELOADED-                                      | Phoenixx 前:UNTIES                                    | ○  | B    | 同人ゲーム『東方Project』の二次創作。 パッケージ版は2018年7月19日にUNITESから発売（限定版あり）。 | [ 238 ] [ 239 ]             |
| 12月28日 | カイジ〜絶望の鉄骨渡り〜 for Nintendo Switch                      | ソリッドスフィア                                      |    | C    | 同名PlayStation VR用ソフトの移植版。 漫画『賭博黙示録カイジ』の「絶望の城編」のうち、鉄骨渡りの場面をゲーム化。 | [ 240 ]                     |
| 12月28日 | Moorhuhn Knights & Castles                                        | Higgs Games 前:Young Fun Studio                       |    | A    | | [ 241 ]                     |
| 12月28日 | スライムの野望                                                    | フライハイワークス                                    |    | A    | 同名作品の強化移植。 | [ 242 ]                     |
| 12月28日 | タロミア                                                          | テヨンジャパン                                        |    | D    | 同名作品の移植版。 | [ 243 ]                     |